# Anis Hidayah
Anis Hidayah   (Bojonegoro, 7 de novembre de 1976) és una activista indonèsia que treballa amb treballadors migrants i qüestions de drets humans. El seu treball ha estat reconegut per Human Rights Watch a Toronto amb el premi Alison Des Forges el 2011 i per Yayasan Pusat Studi Hak Asasi Manusia amb el premi Yap Thiam Hien pels drets humans el 2014.

## Primers anys de vida
Anis Hidayah va néixer el 7 de novembre de 1976 en un petit poble de la regència de Bojonegoro, a l'est de Java, a Indonèsia. Quan era una nena, es va adonar de quants membres de la seva comunitat havien emigrat a l'estranger a la recerca de feina, deixant els seus fills a càrrec dels avis. Es va inscriure a la facultat de dret i va assistir a la Universitat de Jember a la regència de Jember i es va implicar en el Moviment Estudiants Islàmics d'Indonèsia (indonesi: Pergerakan Mahasiswa Islam Indonesia (PMII)). El 1998, Hidayah es va assabentar de la violació d'una dona migrant i de la seva manca de recursos. La víctima va abandonar el seu lloc de treball, però el seu agressor no va haver de pagar-li el salari pel contracte trencat ni va haver d'afrontar cap càrrec penal. Quan la víctima va tornar a Indonèsia, tampoc hi va haver rehabilitació ni assistència, cosa que va inspirar Hidayah a completar la seva tesi de llicenciatura sobre la situació dels treballadors migrants.
Dels set milions de treballadors migrants indonesis que treballen en llocs com Kuwait, Malàisia i Aràbia Saudita, sis milions són dones. La majoria treballen en el servei domèstic o com a mainaderes. En signar un contracte de dos anys per als serveis, un cop surten del país, hi ha poques lleis que els protegeixin i no hi ha cap control per part del govern indonesi de les seves condicions laborals. Hidayah es va unir a l'organització Solidaritat Femenina de Java de l'Est el 1999 i va treballar en ella durant un any i mig abans de començar els seus estudis de postgrau. En aquell moment, l'organització era l'única que s'ocupava de qüestions relacionades amb els migrants. Hidayah no va completar el títol de postgrau a causa de la seva participació en la fundació de Migrant Care.

## Carrera
El 2004, Hidayah va cofundar una ONG, "Migrant Care", que defensava immigrants indonesis que treballaven a l'estranger. L'ONG va pressionar els legisladors perquè redactessin reformes per protegir els treballadors migrants i proporcionar serveis legals per a dones que hagin experimentat violència o abusos, incloses situacions que les situen en servitud per deutes. També mantenen una base de dades i estableixen centres de serveis a les zones amb un gran èxode de migrants per educar la gent sobre les trampes, els seus drets i disposar d'un sistema per rastrejar els treballadors i ajudar les seves famílies. Mitjançant protestes, esforços de pressió amb els legisladors i l'ús de mitjans per impulsar la reforma, Hidayah s'ha convertit en una de les activistes més visibles dels treballadors migrants d'Indonèsia. El 2012, el Parlament indonesi va ratificar la Convenció internacional sobre la protecció dels drets de tots els treballadors migrants i els membres de les seves famílies, començant a abordar el problema.
Hidayah creu que no s'ha fet prou. Les autoritats tarden a actuar quan es produeixen abusos. De cara a les eleccions de 2014, es va prometre que les polítiques controlarien les agències de tràfic, reformarien les proteccions dels treballadors i millorarien l'assistència jurídica per als treballadors migrants. Hidayah va argumentar que el fet de permetre la pena de mort a Indonèsia afectava directament la capacitat de negociar la llibertat dels treballadors indonesis a l'estranger. Les seves preocupacions es van confirmar quan dues treballadores domèstiques a l'Aràbia Saudita van ser executades sense previ avís. Com a resposta el 2015, el govern va anunciar els plans per prohibir els treballadors migrants. Hidayah es va pronunciar en contra del pla argumentant que la discriminació contra els migrants, que restringia els drets dels treballadors, no solucionaria els problemes als quals s'enfronten. En lloc d'això, va instar el govern a promulgar lleis que requerissin condicions laborals i de vida raonables per als treballadors, restringís el seu maltractament i els donés oportunitats de millorar les seves condicions econòmiques. El 2016, Hidayah va instar els legisladors a crear regulacions que eliminessin les taxes de contractació i requerissin de divulgar als treballadors les condicions laborals reals.

## Premis i reconeixements
El 2011, Hidayah va rebre el premi Alison Des Forges de Human Rights Watch a Toronto per la seva defensa en favor de les dones i els treballadors migrants. Quan la BBC va publicar la seva sèrie 100 Women el 2013, per discutir en profunditat durant un mes els problemes que enfrontaven les dones del segle XXI, Hidayah va ser una de les dones inaugurals a les que va demanar que participés en els programes. El 2014, va ser seleccionada entre un camp de prop de 50 candidats, com a guardonada amb el premi Yap Thiam Hien, que reconeix les contribucions dels defensors dels drets humans.